# Ugly Kid Joe
Ugly Kid Joe is een Amerikaanse hardrockband die in 1989 werd opgericht in Isla Vista, Californië.
In 1991 verscheen de ep As Ugly As They Wanna Be gevolgd in 1992 door het album America's Least Wanted, die de hits "Everything About You" en "Cats in the Cradle", een cover van Harry Chapin, bevat.
Menace To Sobriety verscheen in 1995 met goede kritieken, maar toen het album commercieel teleurstelde, zette platenmaatschappij Mercury de band aan de kant. De band zette hun eigen label op, Evilution Records, en brachten in 1996 hun derde album, Motel California, uit. Ugly Kid Joe viel een jaar later uit elkaar.
In 2011 is Ugly Kid Joe weer bij elkaar, in dezelfde bezetting als toen zij uit elkaar gingen (Whit, Klaus, Dave, Cordell, Shannon).

## Bezetting
- Whitfield Crane – zanger (1989–1997, 2011-heden)
- Klaus Eichstadt – gitaar (1989–1997, 2011-heden)
- Phil Hildegaertner – basgitaar (1989–1991)
- Cordell Crockett – basgitaar (1991–1997, 2011-heden)
- Eric Phillips – gitaar (1989–1991)
- Roger Lahr – gitaar (1991–1992)
- Dave Fortman – gitaar (1992–1997, 2011-heden)
- John Spaulding – drums (1989)
- Mark Davis – drum (1989–1993)
- Bob Fernandez – drums (1994)
- Shannon Larkin – drums (1994–1997, 2011-heden)
- Zac Morris - drums (2015-heden)

## Discografie

### Studioalbums
- America's Least Wanted (1992)
- Menace to Sobriety (1995)
- Motel California (1996)
- Uglier Than They Used Ta Be (2015)

### Verzamelalbums
- The Very Best of Ugly Kid Joe: As Ugly as It Gets (1998)
- The Collection (2002)

### Ep's
- As Ugly as They Wanna Be (1991)
- Stairway to Hell (2012)

### NPO Radio 2 Top 2000
| Nummer met noteringen in de NPO Radio 2 Top 2000 | '20  | '21  |
| ------------------------------------------------ | ---- | ---- |
| Cat's in the Cradle                              | 1861 | 1794 |

1. ↑  Een vetgedrukt getal geeft de hoogste notering aan.
2. ↑  2020 was het eerste jaar met een notering voor dit nummer.
3. ↑  Deze tabel is bijgewerkt tot en met de laatste editie (2024).